# Egger Géza
Egger Géza (1987. január 27. –) magyar színész, író, rendező, színházi producer

## Életpályája

### Korai évek
Egger Géza, született 1987-ben, Budapesten. Etyeken nőtt föl, itt is érettségizett a Kolumbusz Kristóf Humángimnáziumban, 2005-ben. Ugyanebben az évben felvételt nyert a Kaposvári Egyetem (KE-MFK) színész szakára, ahol Rusznyák Gábor osztályába járt. 2008-ban a Kaposvári Csiky Gergely Színházban volt gyakorlaton. Ebben az évben itt került bemutatásra diploma-előadása, a Babarczy László rendezte Bíborsziget, Bulgakovtól, melynek főszerepét, Gennagyij Panfilovicsot játszotta. Elvégezte a veszprémi Pannon Egyetem Színháztudomány Szakának levelező MA képzését, valamint két éven keresztül holt nyelveket tanulmányozott az ELTE BTK klasszika-filológia szakán. Azóta dolgozott több vidéki kőszínházban és budapesti független társulatban. Független színházi előadások létrehozásával 2010 óta önállóan foglalkozik. 

### Színészi pályafutása
Színészként tagja volt a Szegedi Nemzeti Színháznak (2008-2009), a Szatmárnémeti Északi Színház Harag György társulatának (2012-2013), ahol egy alakításáért megkapta első szakmai díját, valamint a Nyíregyházi Móricz Zsigmond Színháznak (2013-2015) ahol szintén meghatározó munkái és szerepei voltak. Tag volt a KoMa társulatban, játszott a K2 társulat több előadásában, két évig a Táp Színház társulatának tagja volt (2014. Mózsik Imre: Lö Csibészek, Pincér, r.: Vajdai Vilmos; 2015. Milena Markovic: Babahajó: Béka, r.: Vajdai Vilmos). Fontosabb szerepei egyéb független színházi produkciókban: 2015. William Shakespeare: Macbeth: Macbeth, r.: Vasvári Emese; 2015. Kárpáti Péter: Öldöklő tejcsarnok: Plack, r.: Kárpáti Péter. Televízióban: 2017-ben a Tóth János c. sorozat második évadában László karakterét alakította. 2020-ban Ionesco Különórájának Mózsik Imre féle átírásában, a Küllő Nórá-ban a tanár szerepét játszotta Vajdai Vilmos rendezésében a Táp Színházban. 2019-ben megalakult a Narratíva társulat. Részt vett Bánkon a Mítosz Manufaktúra c. előadásukban. A 2019-2020-as évadban a Tábori lelkész szerepét játszotta Brecht: Kurázsi és gyerekei c. darabjában Kovács D. Dani rendezésében a Tesla Laborban.

### Önállóan létrehozott előadások
Független színházi munkája során számos előadást hozott létre a színészet mellett, színházrendezői, írói, dramaturgi, produkciós vezetői, produceri feladatkörökben. A vihar kapujában (2010); Ki látott engem? (2011); A szerelem halottja (2012); Jobku és Dzsevu (2014-2019); Az öldöklő tejcsarnok (2015); Oltalomkeresők (2016); A Csatorna (2018); Rebeka (2019). Színházrendezői gyakorlatának fontos állomásaként a Táp Színház társulatának főrendezője volt: A Fekete Ádám-rejtély (2013); Gyilkosság a Dzsurányi utcában (2014); Egon Schiele élete vagy halála (2014). Ez utóbbi előadást az Átrium Film-Színház műsorára tűzte a 2014/15-ös évadban, ez volt első nagyszínpadi rendezése. 2014-től indította el Lábodi Ádámmal közös projektjét, Jobku és Dzsevu Világhírű Akrobatikus Történelemóraszínházát. 2021-ben mutatta saját maga által írt, rendezett első önálló előadását: Az utolsó versmondót

### Online tevékenység
2019-2020-ban az Anzselika Habpatron és a Tajgetosz Show Youtube csatornák kitalálásában és létrehozásában működött közre Végh Zsolttal, mint író, rendező, kreatív producer.

### Improvizációs Labor
2020-tól napjainkig improvizációs színházi laboratóriumot alapított ahol többekkel, elsősorban Benedek Zsolt drámaíróval majd később Dékány Barnabás színész, rendezővel az improvizáció lehetőségeit kutatja. Ebből a munkából saját story telling alapú coaching technikát fejlesztett ki, valamint a részvételi Véletlen Krónikák (2023) c. előadást majd a Nagy Szűrő (2023) improvizációs sci-fi színházi sorozatot.

### Írás
2021-től drámaíróként debütál Az utolsó versmondó c. előadással, 2023-tól verseket, tárcákat publikál. 

## Főbb szerepei

### Önállóan létrehozott előadások (2021-)
- Mesélő (Egger Géza: Az utolsó versmondó
- Dr. Jeromos (Egger-Dékány: A nagy szűrő)
- Mesélő-Facilitátor (Egger-Dékány: Véletlen Krónikák)

### Narratíva társulat (2019-2021)
- Miniszter-Padisah (Kovács D., Hegymegi, Pass, Szenteczki: Mítosz Manufaktúra)
- Tábori lelkész (Bertolt Brecht: Kurázsi és gyerekei, rendező: Kovács D. Dániel)
- Trofimov (Demerung {Csehov: Meggyeskert} rendező: Kovács D. Dániel és Hegymegi Máté)

### Független produkciók (2015-2020)
- Dr. Tamás Attila (Szabó Borbála: Rebeka, rendező: Balogh Attila)
- Zsömle Igor (Fekete Ádám, Laboda Kornél: A Csatorna, rendező: Fekete Ádám, Laboda Kornél)
- Macbeth (William Shakespeare: Macbeth, avagy "Az a skót darab", rendező: Vasvári Emese)
- A vörös Plack (Kárpáti Péter: Az Öldöklő Tejcsarnok, rendező: Kárpáti Péter)

### A TÁP Színháznál (2014-2020)
- Pincér (Mózsik Imre, Vajdai Vilmos, Jean Paul Sartre: Lö Csibészek)
- Béka (Milena Markovic: Babahajó, rendező Vajdai Vilmos)
- Rendőrfőnök (Fekete Ádám-Laboda Kornél: Lúd Zsolt és kutyája Mattyi, rendező: Vajdai Vilmos)
- Tanár (Eugene Ionescu-Mózsik Imre: Küllő Nóra, rendező Vajdai Vilmos)

### A Móricz Zsigmond Színháznál (2013-2015)
- Darabos Jóska (Móricz Zsigmond: Pillangó, rendező: Szabó K. István)
- Titus Lartius (William Shakespeare: Coriolanus, rendező: Bodolay Géza)
- Pembroke grófja (Friedrich Dürrenmatt: János király, rendező: Keresztes Attila)

### Szatmárnémeti Északi Színház Harag György Társulat (2012-2013)
- Tököli Sándor (Tasnádi István: Világjobbítók, rendező: Tasnádi Csaba)
- Christopher Mahon (John Millington Synge: A nyugati világ bajnoka, rendező: Balogh Attila)

### Budapesti színházi műhelyeknél (2010-2012)
- Géza (Mayza: Kisded játékok, rendező: Zrínyi Gál Vince)
- Rabló, Koldus (Akutagava – Müller: A vihar kapujában)
- Ceprano (Hugo: A király mulat, rendező: Kárpáti Pál)
- Simonides (Shakespeare: Pericles, rendező: Laboda Kornél)
- Szereplő (Ki látott engem, Ady-est, rendező: Egger Géza, Porogi Ádám)
- Önmaga (A kővendég léptei, rendező: Kárpáti Pál)
- Galeotto Marzio (Kárpáti: Országalma, rendező: Kárpáti István)

### Szegedi Nemzeti Színház (2008-2009)
- Terrorista (Stephens: Pornográfia, rendező: Bodolay Géza)
- Santa Cruz Márki (Hugo: A királykisasszony lovagja, rendező: Znamenák István)
- Buci (Lőrinczy: Balta a fejbe, rendező: Tasnádi Csaba)

### Kaposvári Csiky Gergely Színház (2007-2008)
- Sade márki (Weiss:Marat/Taram, rendező: Rusznyák Gábor)
- Gennagyij Panfilovics (Bulgakov: Bíborsziget, rendező: Babarczy László)
- Benvolio (Shakespeare: Rómeó és Júlia, rendező: Funk Iván)
- Legény (Móricz Zsigmond: Úri muri, rendező: Rusznyák Gábor)

### Filmekben
- Erdő (rendező: Kárpáti György Mór) Főszereplő
- Motel (rendező: Kalmár Bence) Bérgyilkos
- Örök tél (rendező: Szász Attila) A bizottság tagja
- Maszatvár (rendező: Szakonyi Noémi Veronika) Rendőr
- Nagykarácsony (rendező: Tiszeker Dániel) Zoltán
- Kilakoltatás (rendezőː Fazekas Máté)
- Nyugati nyaralás (rendező: Tiszeker Dániel) Portás

### Televízió
- BigBakShow sorozat - kocsmáros
- A renitens sorozat - ingatlanos
- A mi kis falunk sorozat - szállító
- Nofilter websorozat - Dani
- Tóth János televíziós vígjátéksorozat - László, pultos a Malacosban
- KAP On The Road áldokumentumfilm-sorozat - visszatérő szereplő[3]
- Munkaügyek ("A vizsgálóbizottság") - Zoard, parlamenti képviselő

## Díjai, elismerései
Magyar Színházak XXV. Kisvárdai Fesztiválja: Teplánszky Kati díj (legjobb 30 év alatti színész) Cristopher Mahon alakításáért A nyugati világ bajnoka c. előadásban.